# 乌里湖
46°56′36″N 8°35′57″E / 46.94333°N 8.59917°E

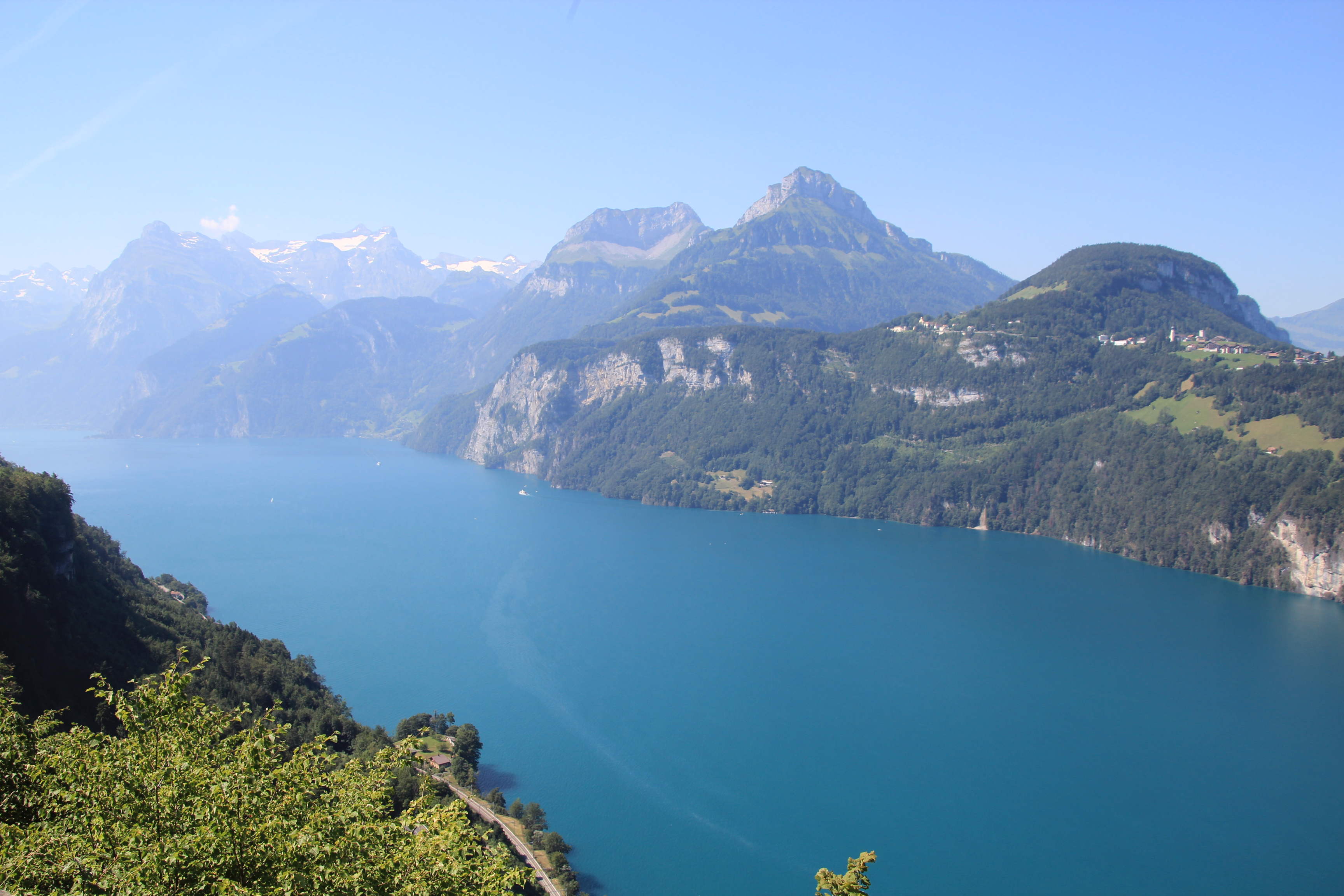

乌里湖（德語：Urnersee，意即为“乌里之湖”）是瑞士烏里州的湖泊，位於該國中部，長11.6公里、寬2.7公里，面積26.8平方公里，海拔高度434米，最大水深200米，每年平均降雨量2,385毫米。